# Чучепала
Чучепала — деревня в Лешуконском районе Архангельской области. Входит в состав Койнасского сельского поселения (муниципальное образование «Койнасское»).

## Географическое положение
Деревня на правом берегу реки Мезень. Ближайший населённый пункт Койнасского сельского поселения, деревня Усть-Кыма, расположен в 2 км к востоку. Расстояние до административного центра сельского поселения, села Койнас, составляет 12 км, а до административного центра Лешуконского района, села Лешуконское, — 80 км.

## Население
| 2002 | 2010 | 2012 |
| ---- | ---- | ---- |
| 43   | ↘23  | ↘21  |

| Население                            | на 1 января 2010 года |
| ------------------------------------ | --------------------- |
| В возрасте до 16 лет                 | 3                     |
| Трудовые ресурсы (из них работающих) | 9 (2)                 |
| Пенсионеры                           | 11                    |
| Всего                                | 27                    |
| Прибыло / выбыло (за год)            | 0 / 0                 |
| Родилось / умерло (за год)           | 0 / 2                 |

## Инфраструктура
Жилищный фонд посёлка составляет 1,1 тыс. м², покинутые и пустующие дома — 70% от общей площади жилищного фонда. Объекты социальной сферы на территории населённого пункта отсутствуют.

## Интересные факты
Дом-двор Кузьмина (70-е годы XX века) был перевезён из Чучепалы в экспозицию государственного музея деревянного зодчества Русского Севера «Малые Корелы».
Деревня Чучепала получила свое название, если верить преданию, потому, что здесь последняя Чудь пала.